# سفارة أوكرانيا في اليونان
سفارة أوكرانيا في اليونان هي أرفع تمثيل دبلوماسي لدولة أوكرانيا لدى اليونان. تقع السفارة في أثينا وهي تهدف لتعزيز المصالح الأوكرانية في اليونان.

## وصلات خارجية
- الموقع الرسمي
- قائمة سفارات أوكرانيا
- قائمة السفارات في اليونان